# Quinn Simmons
Quinn Simmons (Durango, 8 maggio 2001) è un ciclista su strada statunitense che corre per il team Lidl-Trek. Nel 2019 ha vinto la prova in linea su strada dei mondiali juniores; è professionista dal 2020.

## Carriera
Originario del Colorado, dopo i trascorsi giovanili tra sci alpinismo e mountain biking, a partire dal 2018 si dedica esclusivamente al ciclismo su strada. Al secondo anno nella categoria Juniores, nel 2019, si aggiudica alcune importanti gare internazionali, come la Gand-Wevelgem in Belgio, l'Internationale Juniorendriedaagse nei Paesi Bassi e il Grand Prix Rüebliland in Svizzera, e infine, il 26 settembre 2019, il titolo mondiale in linea di categoria nello Yorkshire.
Per il 2020 firma il suo primo contratto professionistico, di durata biennale, con la formazione statunitense Trek-Segafredo. Alla prima stagione da pro si classifica sesto alla Bretagne Classic Ouest-France, gara del calendario World Tour, e secondo al Tour de Hongrie.

## Palmarès
- 2018 (Juniores)

1ª tappa Valley of the Sun Stage Race juniors (cronometro)
4ª tappa Valley of the Sun Stage Race juniors
Classifica generale Valley of the Sun Stage Race juniors
4ª tappa Étoile du Sud-Limbourg
4ª tappa Saarland Trofeo (Niedergailbach > Bliesdalheim)
Campionati statunitensi, Prova in linea Juniores
- 2019 (Juniores)

Gand-Wevelgem Juniors
1ª tappa Internationale Juniorendriedaagse (Axel > Axel)
2ª tappa Internationale Juniorendriedaagse (Axel > Axel, cronometro)
4ª tappa Internationale Juniorendriedaagse (Velzeke > Velzeke)
Classifica generale Internationale Juniorendriedaagse
2ª tappa, 2ª semitappa Tour du Pays de Vaud (Bière > Bière, cronometro)
Campionato statunitense, Prova in linea Juniores
2ª tappa, 2ª semitappa Grand Prix Rüebliland (Hägglingen > Hägglingen, cronometro)
3ª tappa Grand Prix Rüebliland (Wohlen > Wohlen)
Classifica generale Grand Prix Rüebliland
2ª tappa, 1ª semitappa Keizer der Juniores (Wulpen > Wulpen, cronometro)
Classifica generale Keizer der Juniores
Campionati del mondo, Prova in linea Juniores
- 2021 (Trek-Segafredo, due vittorie)

3ª tappa Tour de Wallonie (Waimes > Érezée)
Classifica generale Tour de Wallonie
- 2023 (Trek-Segafredo, due vittorie)

3ª tappa Vuelta a San Juan (Autódromo El Villicum > Autódromo El Villicum)
Campionati statunitensi, Prova in linea
- 2025 (Lidl-Trek, due vittorie)

6ª tappa Volta Ciclista a Catalunya (Berga > Berga)
3ª tappa Giro di Svizzera (Aarau > Heiden)

### Altri successi
- 2018 (Juniores)

Classifica a punti Saarland Trofeo
Classifica scalatori Ronde des Vallées
- 2019 (Juniores)

Classifica a punti Internationale Juniorendriedaagse
Classifica a punti Tour du Pays de Vaud
Classifica scalatori Keizer der Juniores
- 2021 (Trek-Segafredo)

Classifica giovani Tour de Wallonie
- 2022 (Trek-Segafredo)

Classifica scalatori Tirreno-Adriatico
Classifica scalatori Giro di Svizzera

## Piazzamenti

### Grandi Giri
- Tour de France

2022: 66º
2023: non partito (9ª tappa)
2025: 59º
- Vuelta a España

2021: 124º

### Classiche monumento
- Milano-Sanremo

2021: 74º
- Giro delle Fiandre

2021: ritirato
- Parigi-Roubaix

2021: ritirato

### Competizioni mondiali
- Campionati del mondo

Innsbruck 2018 - In linea Junior: ritirato
Yorkshire 2019 - Cronometro Junior: 4º
Yorkshire 2019 - In linea Junior: vincitore
Fiandre 2021 - In linea Elite: ritirato